# Войцеховский, Богдан Вячеславович
Богда́н Вячесла́вович Войцехо́вский (22 января 1922 года, село Сороки (ныне Винницкая область), Украинская Социалистическая Советская Республика — 21 августа 1999 года, Графтон, штат Западная Виргиния, США) — советский учёный-механик, работавший в области гидродинамики и газовой динамики. Автор 20 открытий, 200 статей, 4 монографий, 100 авторских свидетельств и более 50 иностранных патентов. Академик РАН (1991), член-корреспондент АН СССР (1964). Лауреат Ленинской премии.

## Биография
Родился в семье бывшего управляющего графским поместьем. После смерти отца матери пришлось открыть небольшое мыловаренное производство. Активно вовлечённые в работу старший брат-химик и дядя — механик на мукомольной фабрике — возможно, повлияли на формирование сферы интересов будущего учёного. Окончил среднюю школу в Киеве в 1940 году. Школьником уже работал лаборантом в Индустриальном техникуме. В 1940 году был призван в Красную армию.
После начала Великой Отечественной войны прошёл краткосрочную подготовку в училище связи и был направлен в действующую армию. Воевал на Карельском и 4-м Украинском фронтах как радист. Овладел за время войны иностранным языком. Демобилизовался из вооружённых сил на Сахалине весной 1947 года.
В 1947 году поступил на физико-технический факультет (ФТФ) МГУ им. М. В. Ломоносова. После преобразования ФТФ в МФТИ был переведён в Московский механический (позже — Инженерно-физический) институт, который окончил в 1953 году. В 1954 году защитил кандидатскую диссертацию.
С 1951 года работал в научных коллективах под руководством академика М. А. Лаврентьева, заметившего его ещё студентом. В 1953 году — в Институте точной механики и вычислительной техники (г. Москва), старший инженер. В 1954—1956 годах — во ВНИИЭФ (г. Саров), старший инженер, после получения учёной степени — старший научный сотрудник; в 1956—1958 годах — заведующий научно-исследовательской лабораторией в МФТИ. Участвует в исследованиях по физике взрыва.
Участник организации Института гидродинамики СО АН СССР. С 1958 года — в Институте гидродинамики (Новосибирск), заведующий лабораторией, заведующий Отделом быстропротекающих процессов, заместитель директора с 1965 по 1973 год. Занимался решением задач высокоскоростной гидродинамики. Защитил докторскую диссертацию на тему «Детонационный спин и стационарная детонация» в 1961 году.
С 1959 года преподавал в Новосибирском государственном университете, заведовал кафедрой физики быстропротекающих процессов (1962—1973).
Оставаясь сотрудником Института, в 1960—1970-х годах создал и возглавил как научный руководитель и главный конструктор Специальное конструкторское бюро гидроимпульсной техники, работавшее на военную промышленность (завод «Маяк» и другие закрытые предприятия).
С 1996 года проживал в США.
Жена — Фаина Фёдоровна, ветеран Великой Отечественной войны.

## Научная деятельность
Получил фундаментальные результаты по исследованию структуры фронта детонации в газах; в частности, Б. В. Войцеховскому принадлежит экспериментальное обнаружение существования поперечных детонационных волн, объясняющих явление спиновой детонации. Им было — также впервые — осуществлено непрерывное сжигание газовой горючей смеси в детонационной волне. Эти работы были отмечены Ленинской премией и двумя дипломами на открытия.
В Специальном конструкторском бюро под руководством Войцеховского были созданы создающие высокоскоростные струи (до 4 км/с) водомёты, гидро-прессмолоты уникальной мощности, центрифуги для очистки жидких металлов, проходческие комбайны с гидроударниками для разрушения горных пород, гидроударники для буровых работ, насосы высокого давления, вибросейсмоисточники, аэродинамические стенды и прочее.
В 1960-е годы Б. В. Войцеховский разрабатывал (совместно с НИИ стали) методы динамической защиты танковой брони от кумулятивных снарядов, но по ряду субъективных причин они не были внедрены в СССР; позднее реализованы в армии Израиля.
Решил ряд важных технических задач: создал специализированный агрегат резки, являющийся в настоящее время основой промышленного технологического цикла регенерации топлива отработавших ТВЭЛов реакторов атомных электростанций. Разработал ураганоустойчивые конструкции ветроустановок.
Занимался проблемами атмосферного электричества; ему первому удалось воспроизвести в лабораторных условиях объёмно-заряженные облака и показать их связь с явлением «огней Святого Эльма». Эти исследования стали основой создания новой модели шаровой молнии.

## Награды и премии
- Ленинская премия (1965)
- орден Ленина (1967)
- орден Отечественной войны 2-й степени (11.03.1985)
- 2 ордена Трудового Красного Знамени (1956; 21.01.1972)
- орден «Знак Почёта» (30.06.1982)
- медаль «За отвагу» (25.11.1944)
- другие медали
- Золотая медаль имени академика М. А. Лаврентьева РАН (1993)